# Ema Kaufmanová
Ema Kaufmanová (6 novembre 2009) è una nuotatrice artistica ceca.

## Biografia
Ha esordito nella Coppa del Mondo di nuoto artistico il 28 febbraio 2025 a Parigi, concludendo al secondo posto nella gara a squadre programma libero.

## Palmarès

### Coppa del Mondo
- 1 podio:
  - 1 secondo posto posto (1 nella gara a squadre)